# Å (Moskenes)

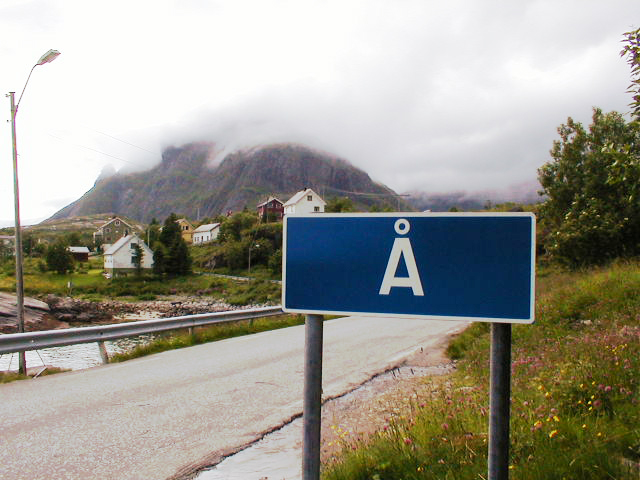
Il segnale stradale spesso rubato che annuncia il villaggio di Å nella municipalità di Moskenes (Isole Lofoten)

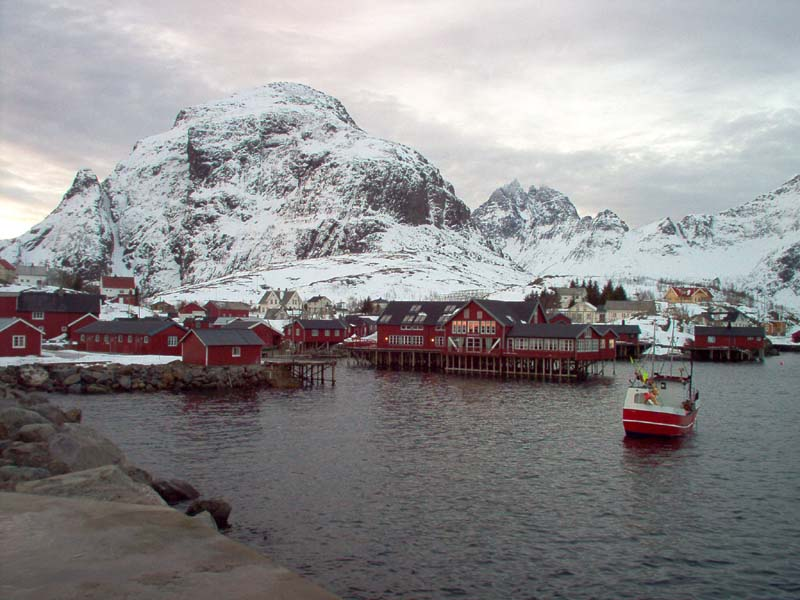
Panorama di Å, Moskenes

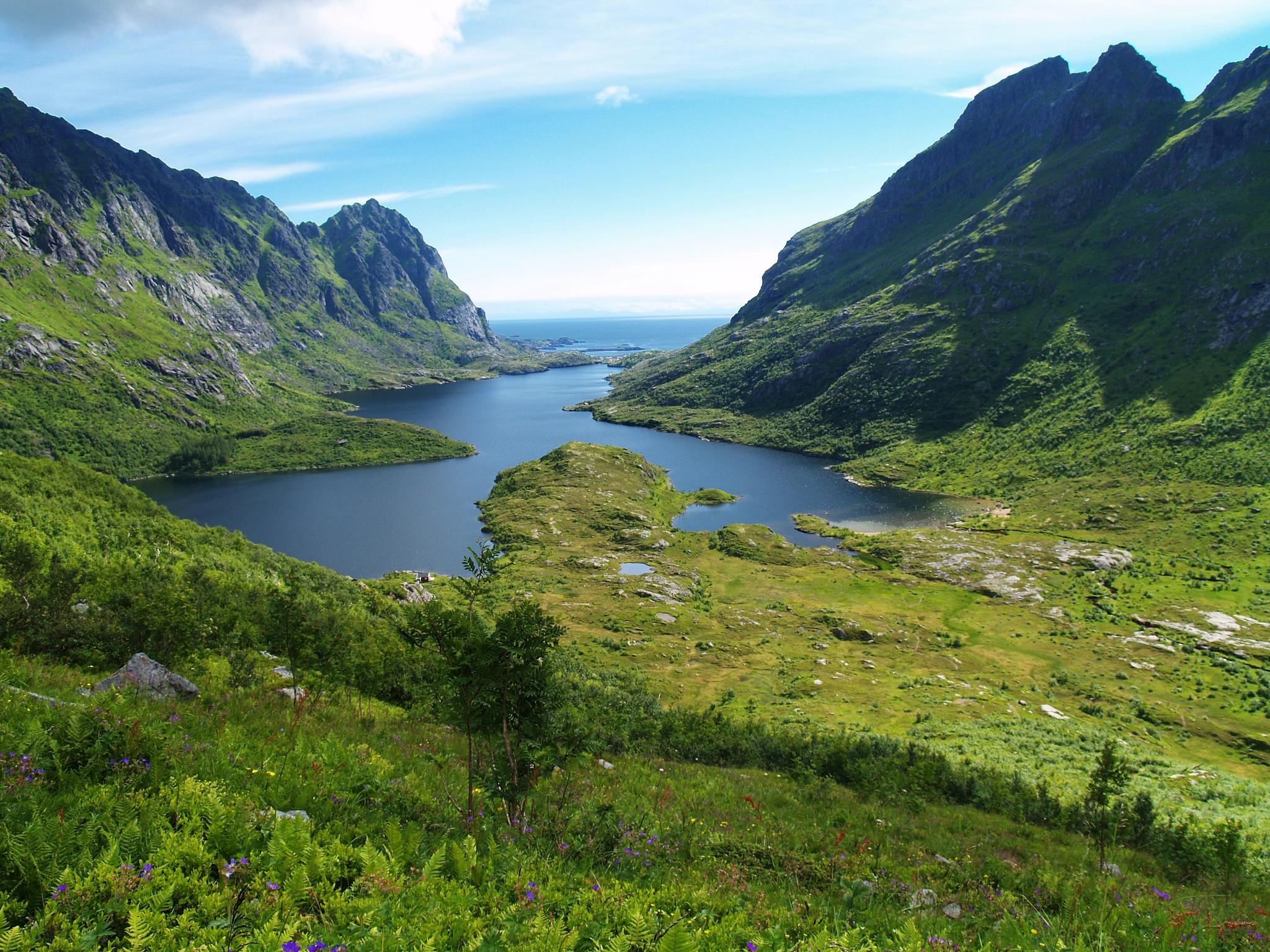
Il lago Ågvatnet

Å (pronuncia in norvegese: [ɔː]), spesso indicata come Å i Lofoten («Å nelle Lofoten») per distinguerla da luoghi omonimi, è un villaggio nella municipalità di Moskenes, nelle Isole Lofoten, Norvegia.
Il suo nome significa in norvegese piccolo fiume, ma riveste anche un altro, doppio, significato: è sia l'ultima lettera dell'alfabeto norvegese sia l'ultima città delle Lofoten raggiungibile seguendo la Strada Europea E10, oggi chiamata in quel punto Strada di Re Olav.
Å è per tradizione un villaggio di pescatori specializzati in pesca del merluzzo (stoccafisso). La città ospita il Museo dello stoccafisso delle Lofoten e il Museo norvegese dei villaggi di pescatori.
È il comune al mondo col nome più corto insieme con Y e U.